# Sophie Liénard
Sophie Liénard (5 de agosto de 1800-4 de mayo de 1875) fue una pintora retratista francesa del siglo XIX especializada en miniaturas. Destacada por su trabajo sobre porcelana, sus obras forman parte de las colecciones del Museo del Prado en Madrid y el Museo de Arte de San Luis en Estados Unidos, entre otros. 

## Trayectoria
Proveniente de una familia de miniaturistas, su padre fue el también pintor y miniaturista francés Jean Auguste Édouard Liénard (1779-1848). Como era habitual entre las mujeres que se dedicaron profesionalmente a la pintura en la primera mitad del siglo XIX, su formación se efectuaba como una tradición familiar o por una educación liberal puesto que no podían capacitarse formalmente como los colegas varones.
Vivió y trabajó en París, en la firma de sus obras consta que residió en el 41 de la calle Meslay. Se desempeñó en distintos talleres de decoración de porcelana, sus primeros trabajos se identifican como provenientes del taller de pintura sobre porcelana Rihouet, situado en la rue de la Paix, posteriormente se registra que se incorporó en la manufactura de Sèvres.
Entre 1842 y 1845 expuso en el Salón de París, en 1842 presentó una copia de La Virgen de las uvas de Pierre Mignard, y dos retratos masculinos fueron aceptados en 1845.
Sus miniaturas incluyen los retratos de los personajes más importantes del poder político francés e inglés de la época, miembros de la realeza y de la nobleza como la reina Victoria, el presidente George Washington, el emperador Napoleon III Bonaparte, entre otros.
Durante la Monarquía de Julio (1830-1848) ejecutó una serie de retratos de la familia Orleans basados en los retratos de tamaño natural de Franz Xaver Winterhalter, que fueron realizados para las galerías históricas del Museo de la Historia de Francia en el Palacio de Versalles. Esta serie se compone de los retratos en miniatura del rey Luis Felipe I de Francia, la reina María Amalia, Elena de Mecklemburgo-Schwerin, duquesa de Orleans, el príncipe Ferdinando-Felipe de Orleans, duque de Orleans, y los hijos de los duques de Orleans: Felipe de Orleans, conde de París, y Roberto de Orleans, duque de Chartres.
Con este antecedente, y la moda que se seguía en Alemania y Francia en la época, los españoles solicitaban la realización de retratos en esta técnica y los encargaban a París. La reina María Cristina de Borbón, gran parte de los aristócratas españoles y de la sociedad elegante apreció el trabajo de Liénard por su calidad artística y recibió una gran cantidad de encargos españoles, entre ellos la propia Isabel II realizó un encargo directo a la artista. Así es, como luego, sus obras circularon por España y es posible encontrar sus pinturas miniaturas sobre porcelana en las colecciones españolas.
Las miniaturas que realizó Sophie Liénard son «un raro testimonio de delicadeza en la ejecución y un alto grado de refinamiento de los colores logrados en sus retratos, por ello se la considera una de las más brillantes pintoras en miniaturas sobre porcelana de la Escuela Francesa en la época de la Monarquía de Julio, cuyos trabajos conocidos son pocos en número y siempre se destacan por su extrema calidad».

## Obras

### En museos
Algunas de las pinturas de retratos realizadas por Sophie Liénard se encuentran accesibles en diferentes museos del mundo:
- María Tomasa Álvarez de Toledo y Palafox . Esmalte sobre porcelana. c. 1835. Museo del Prado ; Madrid, España.[11]
- María del Carmen Lucía de Acuña y Dewitte, duquesa de Bivona. Esmalte sobre porcelana. c. 1840. Museo del Prado; Madrid, España.[12]
- Retrato masculino . Esmalte sobre porcelana. c. 1840. Museo del Prado; Madrid, España.[13]
- Papa Pío VII. Esmalte sobre porcelana. c. 1840. Museo de Victoria y Alberto; Londres, Reino Unido.[14]
- Noble con abrigo negro . Esmalte sobre porcelana. c. 1845. Museo Nacional del Romanticismo; Madrid, España.[15]
- Luis Felipe I. Esmalte sobre porcelana. c. 1850. Museo de Arte de San Luis; San Luis, Estados Unidos.[16]
- Francisco de Orleans, príncipe de Joinville . Esmalte sobre porcelana. c. 1850. Museo de Arte de San Luis; San Luis, Estados Unidos.[17]
- Duquesa de Châteauroux. Esmalte sobre porcelana. c. 1850. Museo municipal de arte antiguo (Palacio Madama); Turín, Italia.[18]
- Isabel II. Esmalte sobre porcelana. Museo del Ejército; Toledo. España.[5]

Otros retratos en miniatura pintados por la artista se encuentran en colecciones privadas.

### Otros soportes
Además de los retratos confeccionados con esmalte sobre porcelana, existen ejemplos de trabajos como un gran reloj de bronce dorado que incorpora una placa de porcelana pintada con la reproducción del lienzo El matrimonio místico de Santa Catalina según Correggio, en el Museo del Louvre, que fue realizado por Sophie Liénard en 1845. En su labor en la manufactura de Sevres dominó la decoración de piezas de gran tamaño, como un par de jarrones decorados con niños jugando que se encuentra en el Museo Pushkin de Moscú

## Exposiciones
- 1842 - Salón de París. Copia de La Virgen de las uvas de Pierre Mignard,
- 1845 - Salón de París. Dos retratos masculinos.
- 2020 - Invitadas. Fragmentos sobre mujeres, ideología y artes plásticas en España (1833-1931). Museo del Prado. María Tomasa Álvarez de Toledo y Palafox (122 x 94,9 mm) y María del Carmen Lucía de Acuña y Dewitte, duquesa de Bivona (135 x 109 mm).[12][21]